# ال‌کی ال سودویس (ام۵۲)
ال‌کی ال سودویس (ام۵۲) (به انگلیسی: LKL Sūduvis (M52)) یک کشتی است که طول آن ۴۷٫۱ متر (۱۵۴ فوت ۶ اینچ) می‌باشد. این کشتی در سال ۱۹۵۷ ساخته شد.